# Manuel Blancas
Manuel Blancas (Jerez de la Frontera, Cádiz, España, 1 de enero de 1823 - Buenos Aires, Argentina, 7 de agosto de 1906) fue un médico y académico.

## Biografía
Inició su formación escolar en Madrid para continuar los estudios secundarios en Montevideo, donde se trasladó su familia. Dos años más tarde ingresó en la Facultad de Medicina, egresando en 1854.
En 1855 fue nombrado director de la Casa de Niños Expósitos y, en 1883, designado catedrático de Enfermedades de Niños de la Facultad de Medicina de Buenos Aires, considerándosele el creador de la pediatría en Argentina.
Tuvo un papel relevante en las epidemias de cólera y fiebre amarilla que afectó a Buenos Aires en 1867 y 1871.
Casado con la uruguaya Carmen Vargas, tuvo un hijo, Alberto Blancas, que fue diplomático.
Blancas perteneció a la masonería argentina y está enterrado en el cementerio de La Recoleta, en Buenos Aires.
Una calle con su nombre ha sido solicitada al Ayuntamiento de Jerez por parte de la Asociación Cultural Cine-Club Jerez.

## Obras
- De la fiebre y las alteraciones de la sangre. Tesis. Imprenta de La Tribuna. (Buenos Aires, 1854)